# Йордан Йорданов (политик, р. 1987)
Вижте пояснителната страница за други личности с името Йордан Йорданов.
Йордан Тошков Йорданов е български политик и икономист, кмет на Добрич от 2015 г.

## Биография
Йордан Йорданов е роден на 15 януари 1987 г. в град Добрич, Народна република България. Основното си образование завършва в ОУ „Хан Аспарух“, а средното в ПМГ „Иван Вазов“ в Добрич. След това завършва висше със специалност „Икономика“ в Университета за национално и световно стопанство в София.

### Политическа дейност
На местните избори през 2015 г. е кандидат за кмет на община Добрич, издигнат от Реформаторския блок. На проведения първи тур получава 5639 гласа (или 19,31%) и се явява на балотаж с кандидата на „ГЕРБ“ Детелина Николова, която получава 14319 гласа (или 49,05%). Избран е на втори тур с 11797 гласа (или 50,61%).
На местните избори през 2019 г. е кандидат за кмет на община Добрич, издигнат от местна коалиция „Движение България на гражданите“, в която участват Движение „България на гражданите“, НДСВ, ССД и Глас народен. На проведения първи тур получава 12502 гласа (или 41,22%) и се явява на балотаж с кандидата на места коалиция „ГЕРБ – СДС“ Надежда Петкова, която получава 8934 гласа (или 29,46%). Избран е на втори тур с 18898 гласа (или 66,54%).